# Jean-Francis Bozizé
Pour les articles homonymes, voir Bozizé.
Jean-Francis Bozizé, est un homme politique centrafricain. Il est le fils du président François Bozizé. Le 2 janvier 2013, il est démis de son poste de ministre délégué chargé de la Défense nationale,, du Gouvernement Touadéra 3.

## Biographie
En août 2024, la Coalition des patriotes pour le changement (CPC) un groupe politico-militaire opposé au régime en place et dirigée par son père se déchire et deux groupes émergent. François Bozizé se décrit toujours comme chef de la CPC et, constatant le départ de plusieurs factions, réorganise la CPC en septembre. Il nomme Jean-Francis Bozizé au poste de coordonnateur militaire.